# Deroplatys gorochovi
Deroplatys gorochovi es una especie de mantis de la familia Mantidae.

## Distribución geográfica
Se encuentra en Vietnam.